# Frankische Oorlog (431-432)
De Frankische oorlog van 431-432 was een kort durende oorlog tussen de Franken en het West-Romeinse Rijk onder keizer Valentinianus III. Evenals de vorige Frankische oorlog werd het Romeinse leger aangevoerd door de Romeinse generaal Flavius Aëtius en is de deelname van Chlodio, de koning van de Salische Franken, onzeker. De oorlog eindigde in een Romeinse overwinning waarna de betrokkenen een vredesverdrag overeen kwamen.

## Aanleiding
De Frankische inval in 431 in het noorden van Gallië is in zekere zin een voortzetting van de Frankische oorlog uit 428 en past in het patroon van Frankische invallen in de eerste helft van de vijfde eeuw. De oorzaak voor het ontstaan van de oorlog dient te worden gezocht in de politieke situatie van het Romeinse rijk op dat moment. Voor een belangrijk deel is die het gevolg van gebeurtenissen aan het begin van de vijfde eeuw. De Rijnoversteek en de Oorlog van Radagaisus in 406, en de burgeroorlogen daarna hadden een enorme impact op de gevechtskracht van het Romeinse leger. De gevechten die geleverd werden kostten veel levens. Het leger vulde haar tekorten aan door troepen aan de grenzen te onttrekken. Voor de Limitanei, de grensbewaking betekende dat een grote aderlating. Hulptroepen van Franken, Bourgonden en Alanen namen sindsdien hun taak grotendeels over. 
Het inboeten aan slagvaardigheid van het Romeinse leger werd met name duidelijk aan de grens, waar invallen vanuit Germanië niet daadkrachtig werden afgestraft. Voor bekend waren de campagnes niet grondig genoeg om de aanvallers te verdrijven. Dit was een breuk met vroeger, toen aanvallen op Romeinse bodem altijd werden gevolgd door vergeldingsacties van het leger. Pas na een strafexpeditie waarin de vijand werd afgestraft volgden vredesonderhandelingen. Ook het optreden van Aëtius in de vorige Frankische oorlog was niet grondig genoeg. De Romeinen brachten weliswaar de invallers grote verliezen toe, maar achtervolgden hen niet over de Rijn voor een strafcampagne. Aëtius' operatie in Noord-Gallië lijkt van korte duur te zijn geweest en, cruciaal ze vond plaats op Romeins grondgebied. Het is aannemelijk om te te veronderstellen, dat de situatie in Noord-Gallië hierdoor spoedig weer verslechterde. De Franken werden weliswaar tot vrede gedwongen, maar omdat het de Romeinen ontbrak aan middelen en menskracht lieten zij vervolgens de grensbewaking aan hen over. 

### De Franken en de deelname van Chlodio
Het is onduidelijk welk Frankisch stamverband in 431 Noord-Gallië binnenviel; Hydatius en Prosper verstrekken hierover geen informatie. Van de Ripuarische Franken, die oostelijk van de Rijn gevestigd waren, weet men dat zij de stad Trier aanvielen in 410, 413, 420, 435 en 453/461. Van de Salische Franken is enkel bekend dat zij in 358 zich binnen het Romeinse Rijk in Toxandrië vestigden en pas weer in de geschiedenis terugkeren kort voor het midden van de vijfde eeuw, door Gregorius van Tours, die aan het einde van de zesde eeuw in zijn geschriften Sulpicius Alexander en Renatus Profuturus Frigeridus citeerde, en berichtte over koning Chlodio.
Chlodio is mogelijk de andere hoofdrolspeler in deze oorlog. Hij is de eerste Merovingische koning wiens bestaan zeker is. Naast een korte vermelding in de Historia Francorum van Gregorius van Tours wordt Chlodio ook genoemd in een Panegyriek van Sidonius Apollinaris. Hierin meldt deze dat keizer Majorianus (457-461) rond 448 de stad Tours verdedigde tegen de Franken en samen met Aëtius Chlodio bevocht in de open vlakten van Artois. Hoewel Hydatius in zijn optekening van deze gebeurtenis geen Frankische aanvoerder noemt, vermoeden historici dat Chlodio al eerder actief was in Noord-Gallië. Volgens het verslag van Gregorius van Tours had Chlodio de macht in het meest noordelijke deel van het Gallië (Germania II) samen met een gebied verder naar het noordoosten.

## De campagne van Aëtius
Begin 430 voerde Aëtius het Romeinse leger aan tijdens een veldtocht in het zuiden van Gallië tegen plunderende Goten. Nadat de Goten waren verslagen trok hij met zijn legermacht over de Alpen naar het Noorden richting Raetia en Noricum om eveneens plunderende Iuthungi en Bacaudae te stoppen.  Omstreeks dezelfde tijd barstte in Noord-Afrika de Vandaalse oorlog in alle hevigheid los. Vanuit Italië vertrokken Romeinse troepen om generaal Bonifatius bij te staan. Deze situatie eiste alle aandacht op van het keizerlijk bewind in Ravenna. 
Voor de Frankische foederati was dit een uitgelezen kans om het Romeinse juk van zich af te werpen en hun macht uit te breiden over het rijke gebied tussen de Rijn, de Somme, de Maas en de Noordzee. Aëtius, die tot voor kort daarvoor verantwoordelijk was geweest voor de verdediging van Gallië, had veel soldaten uit het noorden weggehaald om zijn leger op sterkte houden. Vanuit Toxandrië vertrok Chlodio naar het zuiden en veroverde de garnizoensteden Doornik en Cambrai. 
Aëtius ronde met succes zijn veldtocht in de Alpen af en trok vervolgens met het leger naar Noord-Gallië. Tijdens de winter van 431/2 of in de lente van 432 bestreed hij de Franken. Volgens Hydatius versloeg Aëtius de Franken en sloot hij een vredesverdrag met hun. Chlodio schijnt na zijn nederlaag zijn aanvalsdoel te hebben verplaatst naar de gebieden ten oosten van de Rijn, waar hij er rond 439 in slaagde de Thüringers te onderwerpen.

## Nasleep
De bereidheid om oorlogen te voeren tegen invallers in Noord-Gallië toont aan dat de Romeinen geenszins van plan waren om het Rijnland te verlaten. Echter ontbrak het hun aan voldoende militaire kracht om bij overtreding van verdragen door barbaren deze voldoende militair te onderwerpen. Reeds in 435 brandschatte Ripuarische Franken de stad Trier. Het is onbekend of deze aanval werd afgestraft. Daarna volgden twee opstanden van de Bourgonden die door Aëtius werden bedwongen. Chlodio deed opnieuw van zich horen in de periode 445-450 toen hij opnieuw naar het westen doordrong en de door Romeinen bewoonde steden Turnacum (Doornik) en Cameracum (Cambrai) veroverde. 